# Edward A. Terry
 (signalé en mai 2025).
Si vous disposez d'ouvrages ou d'articles de référence ou si vous connaissez des sites web de qualité traitant du thème abordé ici, merci de compléter l'article en donnant les références utiles à sa vérifiabilité et en les liant à la section « Notes et références ».
- Archive Wikiwix
- Bing
- Cairn
- DuckDuckGo
- E. Universalis
- Gallica
- Google
- G. Books
- G. News
- G. Scholar
- Persée
- Qwant
- (zh) Baidu
- (ru) Yandex
- (wd) trouver des œuvres sur Wikidata

Pour les articles homonymes, voir Terry.
Edward A. Terry (24 janvier 1839 - 1er juin 1882) était un officier de la marine américaine (United States Navy) pendant la guerre civile américaine. Après la guerre, il a servi plusieurs fois à l'Académie navale des États-Unis, notamment en tant que commandant des cadets dans les années 1870.

## Biographie

### Jeunesse et carrière
Né à Hartford dans le Connecticut, Terry entre à l'Académie navale des États-Unis le 21 septembre 1853 et obtient son diplôme le 10 juin 1857. Il sert comme aspirant sur le sloop Germantown, attaché à l'escadron des Indes orientales (East India Squadron), de 1857 à 1859.

### La guerre civile
En 1861, il est affecté au sloop à vapeur USS Richmond et sert à bord de celui-ci avec l'escadron de blocage du Golfe occidental (Western Gulf Blockading Squadron) pendant toute la durée de la guerre civile. Il participe à l'engagement avec le bélier confédéré CSS Manassas lors de la bataille de la Tête des Passes le 12 octobre 1861, au duel d'artillerie avec le Fort McRee et d'autres batteries côtières dans la baie de Pensacola le 22 novembre, au passage des Forts Jackson et St. Philip, et à la prise de la Nouvelle-Orléans fin avril 1862.
Après la Nouvelle-Orléans, les forces de David Farragut remontent le Mississippi, et Terry est présent lorsque la flotte d'eau salée se heurte à Vicksburg et rejoint la flotte fluviale de Charles Henry Davis au-dessus du bastion confédéré. En janvier 1863, Terry est promu lieutenant commandant (lieutenant commander). Le 14 mars, son navire se joint aux autres navires de la flotte pour bombarder les batteries entourant Port Hudson afin que Farragut puisse les contourner et établir un blocus qui coupe la ligne d'approvisionnement de la rivière Rouge des Confédérés. Lors de son dernier engagement majeur, la bataille de Mobile Bay le 5 août 1864, Terry a contribué à fermer le dernier grand port confédéré sur le golfe du Mexique.

### Affectations d'après-guerre
Après la guerre civile, Terry alterne entre le service en mer et une série d'affectations à terre à l'Académie navale. En 1866-67, il sert dans l'escadron du Pacifique (Pacific Squadron) sur la frégate à vapeur Powhatan.
Sa première période de service à l'Académie navale a suivi en 1868-69. Il prend son premier commandement, la canonnière Saco, en 1870 et croise avec la flotte asiatique (Asiatic Fleet) jusqu'en 1872. Pendant cette affectation, le 30 octobre 1871, il est promu commandant. Terry retourne à l'Académie navale en 1873 et, en 1875, il est nommé commandant des aspirants, poste qu'il occupe jusqu'en 1878.
Terry est alors affecté à l'escadron du Pacifique (Pacific Squadron) pour servir comme capitaine de pavillon (Flag captain) sur le Pensacola, d'abord auprès du contre-amiral C. R. Perry Rodgers, puis en 1880-81 auprès du contre-amiral Thomas H. Stevens.
En 1881, il part en congé pour cause de maladie. Le 1er juin 1882, le commandant Terry meurt à Manitou Springs, au Colorado.

## Hommages
Deux navires ont été baptisés USS Terry en son honneur.

## Source
- (en) Cet article est partiellement ou en totalité issu de l’article de Wikipédia en anglais intitulé « Edward A. Terry » (voir la liste des auteurs).